# Drumone

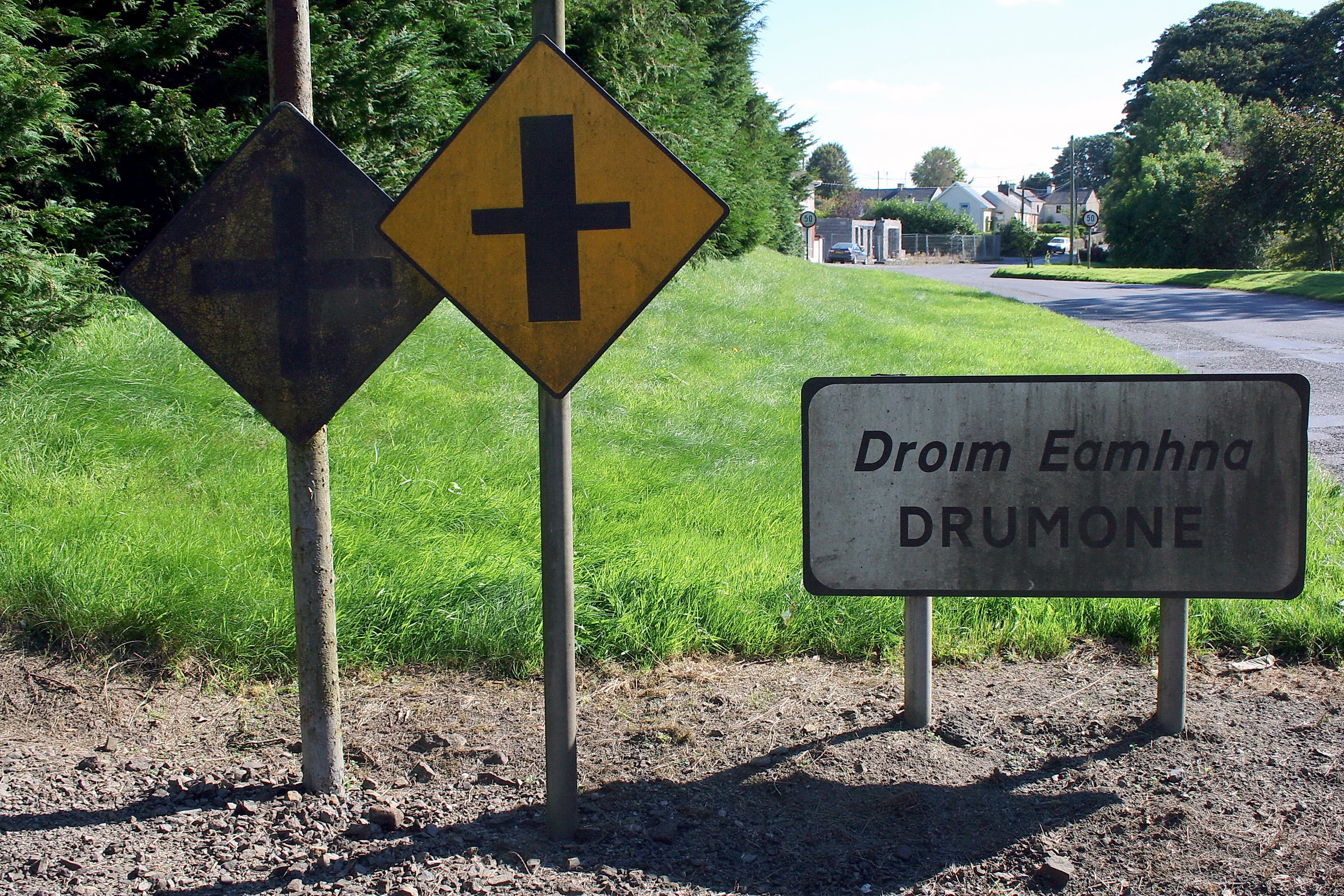
Signalisation locale.

Drumone (en irlandais, Droim Eamhna) est un petit village et un townland à l'ouest du comté de Meath, en Irlande.
L'église catholique romaine est dédiée à St. Mary, elle a été construite en 1834.
Un terrain de handball gaélique à l'abandon date des années1920.
Le club GAA local est le  Moylagh GAA.